# 莫哈末依莎阿布卡欣
莫哈末依莎阿布卡欣，马来西亚雪兰莪州议会巴冬加里州议员，国阵巫统籍 。
2008年3月8日，莫哈末依莎阿布卡欣于马来西亚第12届全国大选中胜出，当选为州议员，但2013年未获提名上阵。